# Татарина
Татарина  — річка в Україні, у Лохвицькому й Гадяцькому районах Полтавської області. Права притока Хоролу (басейн Дніпра).

## Опис
Довжина річки 19 км, похил річки — 1,9 м/км. Площа басейну 112 км². Місцями пересихає.

## Розташування
Бере початок у селі Шевченки. Спочатку тече на північний схід понад Коновалове, потім на південний схід через Венеславівку і на північно-західній околиці Петрівки-Роменської впадає в річку Хорол, праву притоку Псла.